# Saint-Élix-d'Astarac
Saint-Élix-d'Astarac (en gascón Sent Helitz d'Astarac) es una comuna francesa situada en el departamento de Gers, de la región de Occitania.

## Historia
La comuna se denominó Saint-Élix hasta el 21 de diciembre de 2017 y Saint-Elix-d'Astarac hasta el 17 de febrero de 2018.

## Demografía
| Gráfica de evolución demográfica de Saint-Élix-d'Astarac entre 1800 y 2014 |
|                                                                            |

Los datos demográficos contemplados en este gráfico de la comuna de Saint-Élix-d'Astarac se han cogido de 1800 a 1999 de la página francesa EHESS/Cassini, y los demás datos de la página del INSEE.